# Christianoconcha quintalia
Christianoconcha quintalia је пуж из реда Stylommatophora и фамилије Punctidae.

## Угроженост
Ова врста се сматра рањивом у погледу угрожености врсте од изумирања.

## Распрострањење
Ареал врсте је ограничен на острво Норфолк.